# 1927 en aéronautique
Chronologie de l'aéronautique
- 1923
- 1924
- 1925
- 1926
- 1927
- 1928
- 1929
- 1930
- 1931

Cet article présente les faits marquants de l'année 1927 en aéronautique.

## Évènements

### Janvier
- 21 janvier : la première liaison aérienne avec un aéroplane entre Paris et l’île de Madagascar est réalisée en ce 21 janvier 1927, Jean Dagnaux et le mécanicien Paul Dufert se posant ainsi à Majunga en ce jour, avec leur Breguet XIX à moteur Renault de 500 chevaux[1].

### Février
- 20 février :  le commandant uruguayen Taddeo Larre-Borges accompagné du mécanicien Rigoli, du capitaine radiotélégraphiste Glauco Larre-Borges et du capitaine Ibarra, alors second pilote et navigateur, décolle de la Marina de Pise pour tenter de réaliser un tour du monde en hydravion. L'appareil en question, baptisé « Uruguay », étant un hydravion Farman, avec deux moteurs de 500 chevaux de puissance[2].

### Mars
- 10 mars : premier vol du de Havilland DH.60 X Moth.

### Avril
- 1er avril : les autorités soviétiques prennent la décision d'éliminer tous les appareils étrangers de leur armée de l'air. Dans la foulée de cette décision (date non connue avec précision), premier vol du chasseur soviétique ANT-5.

- 12 au 14 avril : un équipage américain (Clarence Chamberlin et Bert Acosta) bat le record de durée de vol : 51 heures et 11 minutes, sur un « Bellanca-Wright »[3].

- 28 avril : premier vol du Spirit of St. Louis.

### Mai
- 3 mai au 17 juin : le comte de la Vaulx, président de la Fédération aéronautique internationale, effectue un tour d'Europe en utilisant 26 appareils différents sur 13 405 km.

- 5 mai : création de la Compagnie générale aéropostale qui succède à Latécoère.

- 8 mai : les Français Charles Nungesser et François Coli, partis du Bourget, se lancent dans une tentative de traversée de l'Atlantique nord sans escale dans le sens est-ouest sur un « Levasseur » baptisé l'Oiseau blanc. Ils sont aperçus pour la dernière fois avec certitude au-dessus de l'Irlande et disparaissent corps et biens[4].

- 9 au 11 mai : vol d'essai de Charles Lindbergh sur son Spirit of St. Louis entre San Diego et New York, soit 3 920 km en 21 heures et 45 minutes.

- 17 mai : premier vol du chasseur britannique Bristol Bulldog I.

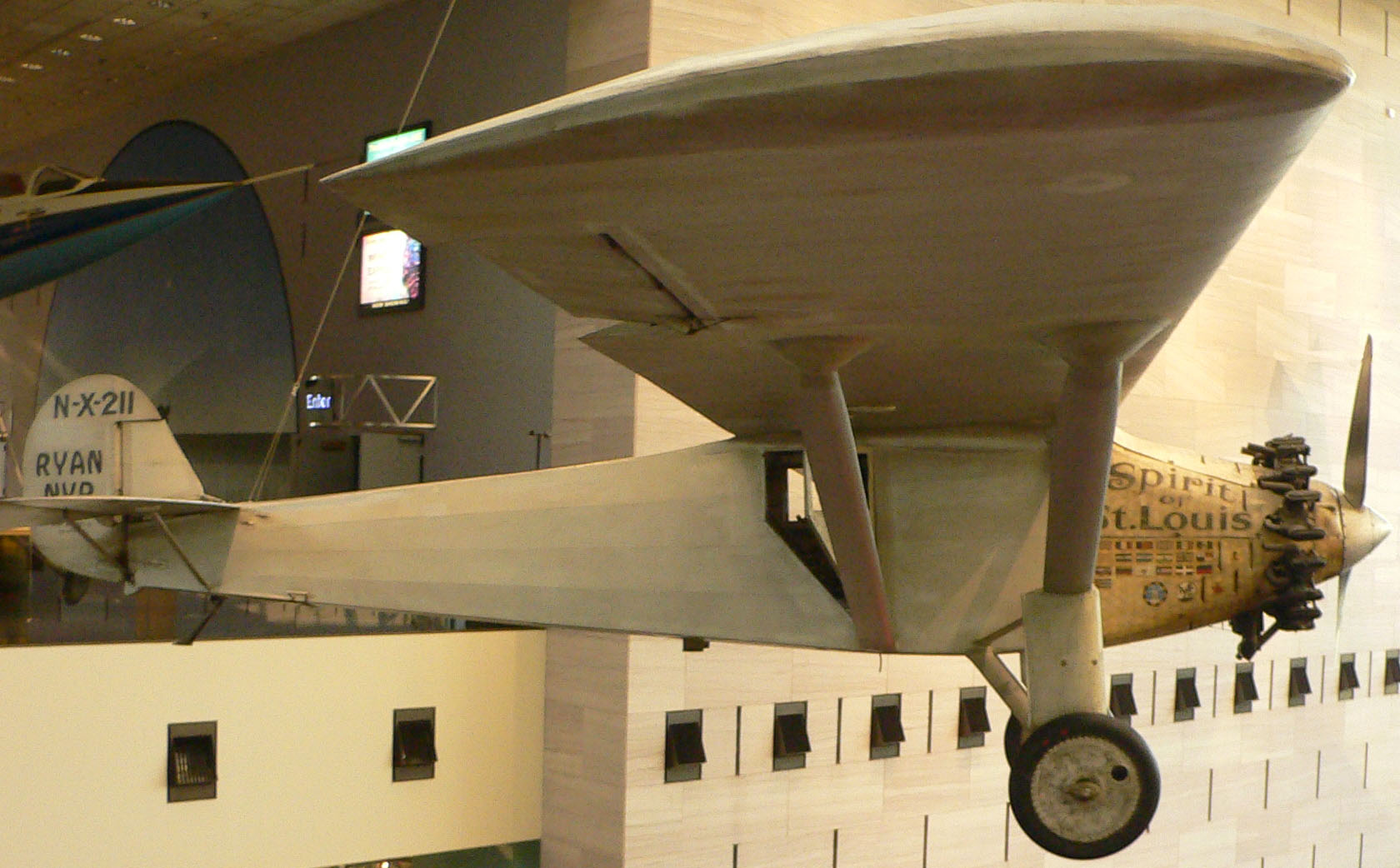
Le Spirit of Saint Louis

- 20 au 21 mai : l'Américain Charles Lindbergh effectue la première traversée de l'Atlantique nord sans escale de continent à continent, entre New York et Paris-Le Bourget, à bord d'un Ryan baptisé Spirit of St. Louis. Le vol, effectué sans radio, uniquement à l'estime, dure 33 heures et 30 minutes pour un parcours d'environ 5 780 km. Lindbergh empoche les 25 000 dollars du « Prix Orteig » et connaît un triomphe inouï à Paris, Bruxelles, Londres et, à son retour aux États-Unis, à New York[5].

- 26 mai : inauguration de la ligne Berlin - Cologne - Paris par la compagnie allemande Deutsche Luft Hansa et la compagne française Farman.

### Juin
- 4 juin : premier vol sans escale entre les États-Unis et l'Allemagne par Clarence Chamberlin et Charles Levine sur un Bellanca baptisé Miss Columbia. Les 6 294 km du trajet (nouveau record de distance) sont bouclés en 43 heures et 49 minutes[6].

- 4 juin : tentative de record du monde de distance par Dieudonné Costes et Jean Rignot. Ils décollent du Bourget en direction de Tchita (à 7.314 km à vol d'oiseau), située en Sibérie à 4.742 km à l'est de Moscou et à 2.863 km au nord-ouest de Vladivostok. Le mauvais temps ne leur permet pas de passer les monts d’Oural et ils sont obligés d’atterrir dans la région de Tobolsk[7],[8]. A cette occasion, André Viaut formalise le premier plan de vol météorologique français[9].

- 24 juin : premier vol du Havilland DH.71 Tiger Moth.

- 28 juin : un équipage américain (A.F. Hegenberger et L.J. Maitland) relie San Francisco et Honolulu sans escale sur un Fokker F.VII/3m : 3 890 km en 25 heures et 49 minutes.

### Juillet
- 1er juillet : Richard Byrd, Bert Acosta, Bernt Balchen et George O'Noville, sur le Fokker F.VIIa/3m America, réussissent un vol transatlantique de New York en France. Ils partent de New York le 29 juin à 10h24. Gênés par la pluie et la nuit, ils échouent à trouver le Bourget. L'avion se perd au-dessus de la Bretagne et est contraint à un amerrissage forcé à 200 mètres de la plage de Ver-sur-Mer, le 1er juillet à 2h30 du matin. L'avion est perdu mais l'équipage est sain et sauf[10].
- 5 juillet : création par Johannes Winkler de la Verein für Raumschiffahrt, Société pour la navigation dans l'espace, qui rassemblera entre autres Hermann Oberth, Wernher von Braun.

### Août
- 3 au 5 août : les aviateurs allemands Risztics et Edzard battent le record de durée de vol : 52 heures et 22 minutes, sur un Junkers W 33.

- 16 août : départ de la course du Prix Dole entre San Francisco et Honolulu sans escale. Douze équipages inscrits mais seulement quatre au départ : deux à l'arrivée et deux disparus en mer. L'équipage du « Woolaroc » remporte l'épreuve en 16 heures et 17 minutes.
- 27 août : William S. Brock (en) et Edward Schlee, à bord du "Pride-of-Detroit ", quittent Harbour Grace (Terre Neuve) et réussissent la première étape de leur Tour du monde en atterrissant à Croydon, près de Londres. La traversée de l'Atlantique leur a pris 24 heures[11].
- 31 août : le Fokker "Saint-Raphaël " (G-EBTO), qui tentait la traversée d'Est en Ouest, disparaît au large du Labrador. Un vapeur allemand l'observe alors qu'il passe par 53°N, 35°W à 22h30. C'est sa dernière position connue. L'équipage était composé du lieutenant colonel Frederick F. Minchin (en), du capitaine Leslie Hamilton (en) et de la Princess Anne of Löwenstein-Wertheim-Freudenberg (en)[12], première femme à se lancer dans une telle tentative.

### Septembre
- La compagnie aérienne française Compagnie générale d'entreprises aéronautiques devient la Compagnie générale aéropostale (Aéropostale).

- 2 septembre : premier vol du Focke-Wulf F-19 Ente ("canard").
- 6 septembre : le monoplan Old Glory quitte l'aérodrome d'Old Ochard pour rallier Rome. A bord, les aviateurs Lloyd W. Bertaud (en) et James DeWitt Hill (en) et le journaliste Philip Payne. Les conditions atmosphériques sont très mauvaises et l'avion disparaît dans l'Atlantique.
- 7 septembre (ou 8, selon les sources) : fondation de la Cessna Aircraft Company par Clyde V. Cessna.
- 26 septembre : Flight Lieutenant Sidney Webster (en) (Royal Air Force) remporte la Coupe Schneider, se déroulant à Venise (Italie), à bord d'un Supermarine S.5 (vitesse moyenne 453,28 km/h).
- 28 septembre : le lieutenant R.R. Bentley de la South African Air Force se pose au Cap (Afrique du Sud) complétant ainsi la liaison en solo depuis Londres, d'où il était parti le 1er septembre à bord de son "De Havilland DH.60 Cirrus-Moth"[13].
- 29 septembre : Georg Wulf, cofondateur de la firme aéronautique Focke-Wulf, est tué dans le crash de son prototype Focke-Wulf F-19 Ente.

### Octobre
- 10 octobre au 14 avril 1928 : « tour du monde » de l'équipage français Costes et Le Brix : Paris - Saint-Louis (Sénégal) - Buenos Aires - New York - San Francisco, comportant en particulier, les 14 et 15 octobre, la première traversée sans escale de l'Atlantique Sud entre Saint-Louis (Sénégal) et Natal (Brésil), sur un Breguet 19 baptisé Nungesser et Coli. L'avion est démonté à San Francisco pour son transport par bateau à Tokyo, d'où les aviateurs regagnent Paris par la voie des airs, via notamment Hanoï, Calcutta et Karachi. Trajet total : 40 010 km.

- 11 octobre : le capitaine Léon Challe et le mécanicien Rapin relient Villacoublay, Paris et le terrain de Bien Hoa, Saïgon en 10 jours sur un Potez 25 (23 370 km).
- 13 octobre : l'American Girl pilotée alternativement par Ruth Elder et George Haldeman, est obligé d'amerrir vers 10h30 par 43°24'N et 21°39'W près du vapeur hollandais Barendrecht, après la rupture de la canalisation d'huile. Les deux aviateurs sont repêchés. Parti de New York le 11 octobre, l'avion avait parcouru plus de 4 500 km au-dessus de l'océan, ce qui est un record pour l'époque[14].
- 17, 22 et 25 octobre : la pilote Frances Wilson Grayson tente, sans succès, par trois fois, de rallier le Danemark depuis Old Ochard[14], avec son avion amphibie Sikorsky-S-36.

### Décembre
- 6 décembre : premier vol du de Havilland DH.61 Canberra.

- 13 décembre : le pilote américain Charles Lindbergh relie New York et Mexico (3 500 km) en 27 heures et 13 minutes sur son Spirit of St. Louis.

- 20 décembre : premier vol du Bartel BM-4.
- 23 décembre : la pilote Frances Grayson décède lors de sa quatrième tentative pour rallier le Danemark. Elle avait décollé de New York, pour rallier Terre Neuve. L'avion qui transportait, outre Frances Grayson, trois autres passagers, s'est probablement abimé dans une tempête mais l'épave n'a pas été retrouvée[15].

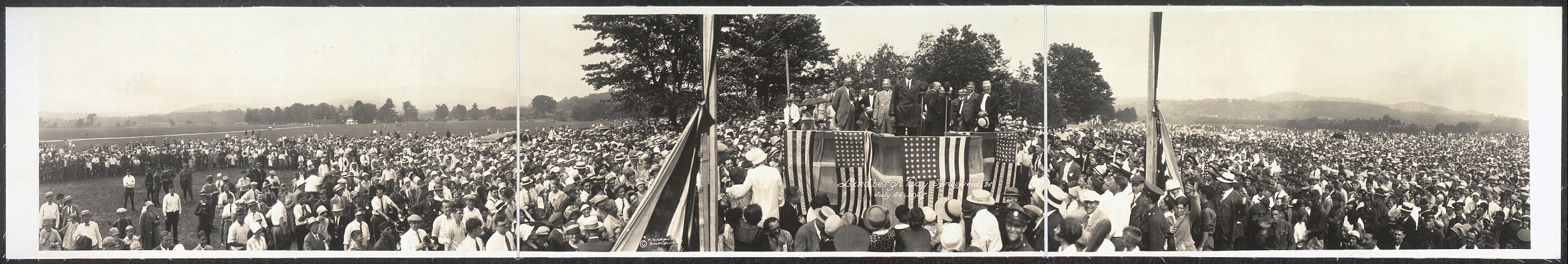
26 juillet : Lindbergh Day à Springfield (Vermont).